# Jamaica en los Juegos Olímpicos de Atlanta 1996
Jamaica estuvo representada en los Juegos Olímpicos de Atlanta 1996 por un total de 46 deportistas que compitieron en 5 deportes.  
La portadora de la bandera en la ceremonia de apertura fue la atleta Juliet Cuthbert.

## Medallistas
El equipo olímpico jamaicano obtuvo las siguientes medallas:
| Nombre                                                         | Deporte   | Competición         |
| -------------------------------------------------------------- | --------- | ------------------- |
| Oro                                                            |           |                     |
| Deon Hemmings                                                  | Atletismo | 400 m con vallas F  |
| Plata                                                          |           |                     |
| Merlene Ottey                                                  | Atletismo | 100 m F             |
| Merlene Ottey                                                  | Atletismo | 200 m F             |
| James Beckford                                                 | Atletismo | Salto de longitud M |
| Bronce                                                         |           |                     |
| Merlene Ottey Juliet Cuthbert Michelle Freeman Nikole Mitchell | Atletismo | 4 × 100 m F         |
| Michael McDonald Davian Clarke Gregory Haughton Roxbert Martin | Atletismo | 4 × 400 m F         |